# Pommeréval
Pommeréval est une commune française située dans le département de la Seine-Maritime en région Normandie.

## Géographie

### Localisation
Pommeréval est une commune rurale et forestière du Pays de Bray, dont le sud du territoire constitue une partie de la forêt d'Eawy.
Elle est desservie par le tracé initial de l'ex-RN 15 (actuelle RD 915) et est située à 27 km au sud-est de Dieppe et de la Manche, à 37 km au nord-est de Rouen et à 72 km au sud-ouest d'Amiens.

### Hydrographie
La commune est située dans le bassin Seine-Normandie. Elle n'est drainée par aucun cours d'eau,.

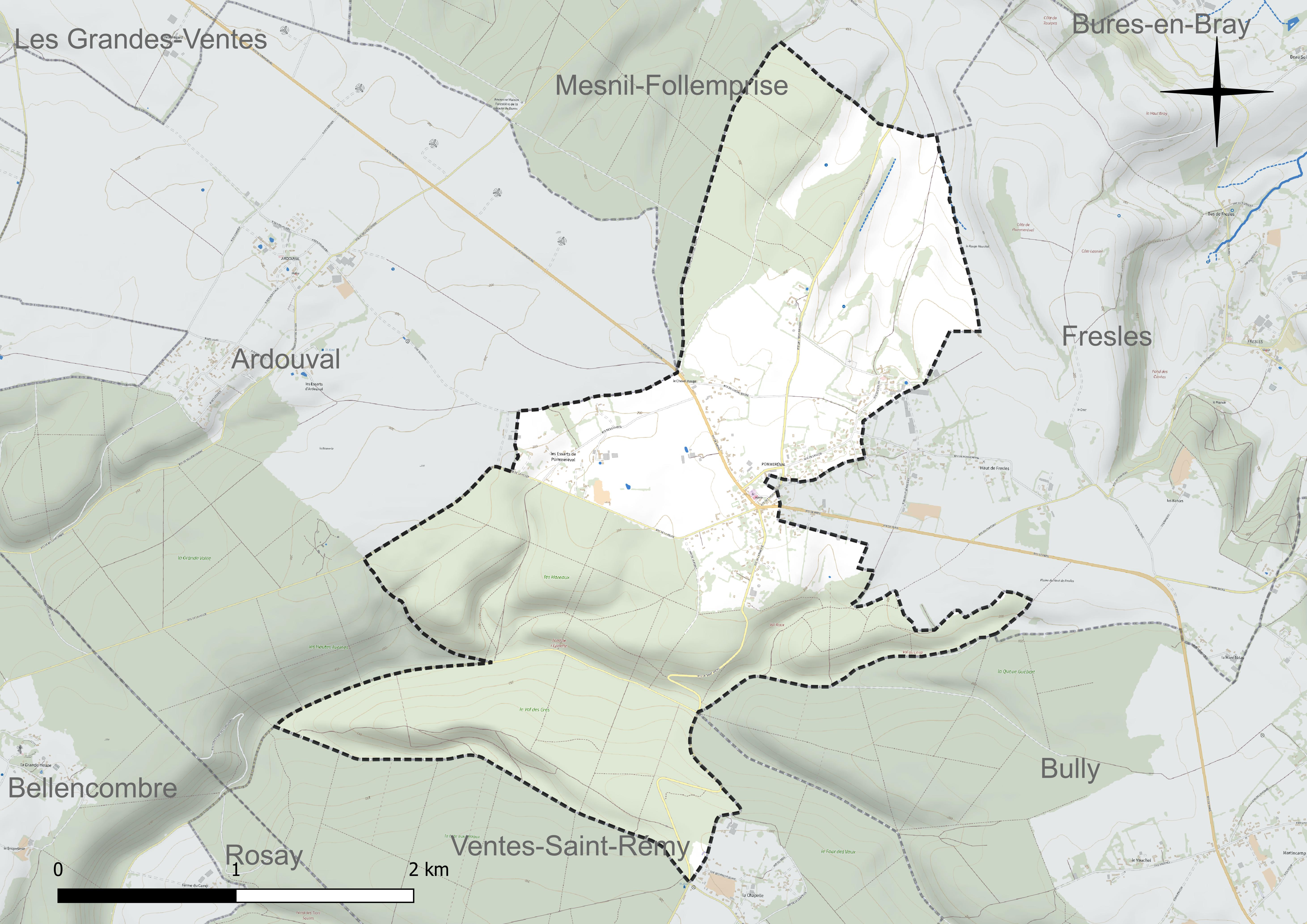
Réseau hydrographique de Pommeréval.

### Climat
Pour des articles plus généraux, voir Climat de la Normandie et Climat de la Seine-Maritime.
En 2010, le climat de la commune est de type climat océanique altéré, selon une étude du CNRS s'appuyant sur une série de données couvrant la période 1971-2000. En 2020, Météo-France publie une typologie des climats de la France métropolitaine dans laquelle la commune est exposée à un climat océanique et est dans la région climatique Côtes de la Manche orientale, caractérisée par un faible ensoleillement (1 550 h/an) ; forte humidité de l’air (plus de 20 h/jour avec humidité relative > 80 % en hiver), vents forts fréquents. Parallèlement le GIEC normand, un groupe régional d’experts sur le climat, différencie quant à lui, dans une étude de 2020, trois grands types de climats pour la région Normandie, nuancés à une échelle plus fine par les facteurs géographiques locaux. La commune est, selon ce zonage, exposée à un « climat maritime », correspondant au Pays de Caux, frais, humide et pluvieux, légèrement plus frais que dans le Cotentin.
Pour la période 1971-2000, la température annuelle moyenne est de 9,8 °C, avec une amplitude thermique annuelle de 14,2 °C. Le cumul annuel moyen de précipitations est de 862 mm, avec 13,5 jours de précipitations en janvier et 8,8 jours en juillet. Pour la période 1991-2020, la température moyenne annuelle observée sur la station météorologique la plus proche, située sur la commune de Bouelles à 13 km à vol d'oiseau, est de 10,7 °C et le cumul annuel moyen de précipitations est de 838,4 mm,. Pour l'avenir, les paramètres climatiques de la commune estimés pour 2050 selon différents scénarios d’émission de gaz à effet de serre sont consultables sur un site dédié publié par Météo-France en novembre 2022.

## Urbanisme

### Typologie
Au 1er janvier 2024, Pommeréval est catégorisée commune rurale à habitat dispersé, selon la nouvelle grille communale de densité à sept niveaux définie par l'Insee en 2022.
Elle est située hors unité urbaine. Par ailleurs la commune fait partie de l'aire d'attraction de Rouen, dont elle est une commune de la couronne,. Cette aire, qui regroupe 317 communes, est catégorisée dans les aires de 200 000 à moins de 700 000 habitants,.

### Occupation des sols
L'occupation des sols de la commune, telle qu'elle ressort de la base de données européenne d’occupation biophysique des sols Corine Land Cover (CLC), est marquée par l'importance des forêts et milieux semi-naturels (59,8 % en 2018), une proportion identique à celle de 1990 (59,8 %). La répartition détaillée en 2018 est la suivante : 
forêts (49,9 %), prairies (18,6 %), terres arables (16,9 %), milieux à végétation arbustive et/ou herbacée (9,8 %), zones urbanisées (4,7 %). L'évolution de l’occupation des sols de la commune et de ses infrastructures peut être observée sur les différentes représentations cartographiques du territoire : la carte de Cassini (XVIIIe siècle), la carte d'état-major (1820-1866) et les cartes ou photos aériennes de l'IGN pour la période actuelle (1950 à aujourd'hui).

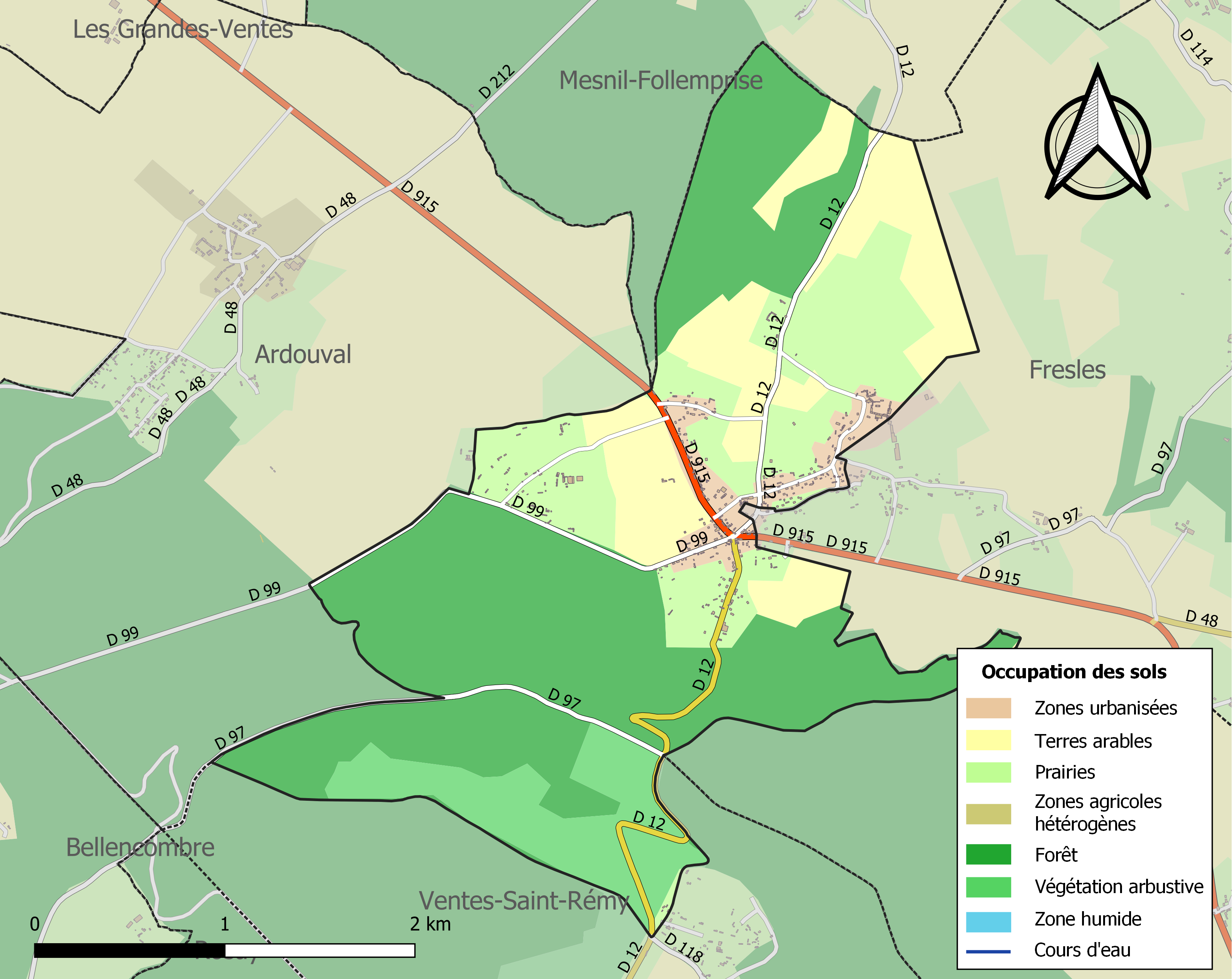
Carte des infrastructures et de l'occupation des sols de la commune en 2018 (CLC).

## Toponymie
Le nom de la localité est attesté sous les formes Pommereval entre 1248 et 1275; Apud Pomereval en 1248; de Pomerval en 1260; Fief de Pommerval entre 1521 et 1543; Pommereval en 1337; Poumiereval en 1431 (Longnon); Pommerval en 1433; Pommereval entre 1460 et 1501; Ecclesia parrochia Sancti Nicolai de Pommereval en 1646; Pommereval en 1648; Pommeraival en 1704 (Pouillé); Saint Nicolas de Pommerval (ou Pommereval) en 1716; Garde de Pommereval en forêt d'Eavy en 1732 et en  1757; Pommereval en 1715 (Frémont).
De la langue d'oïl pommeraie et val, ce qui peut signifier : « pommeraie de la vallée » comme : « vallée de la pommeraie ».

## Histoire
Des monnaies et tuiles romaines ont été retrouvées sur le territoire communal.
Seconde Guerre mondiale
L'armée allemande a aménagé une piste de lancement de V1 au site du Val-Ygot, située au hameau le haut de Fresles, au sud de Pommeréval. Elle a été bombardée par l'aviation alliée, notamment le 24 juin 1944.

## Politique et administration

### Rattachements administratifs et électoraux
La commune se trouve dans l'arrondissement de Dieppe du département de la Seine-Maritime. Pour l'élection des députés, elle fait partie depuis 2012 de la dixième circonscription de la Seine-Maritime.
Elle faisait partie depuis 1801 du canton de Bellencombre. Dans le cadre du redécoupage cantonal de 2014 en France, Cropus est désormais rattaché au canton de Neufchâtel-en-Bray.

### Intercommunalité
La commune était membre de la communauté de communes du Bosc d'Eawy, créée en 2002.
Dans le cadre de l'approfondissement de la coopération intercommunale prévu par la Loi portant nouvelle organisation territoriale de la République (Loi NOTRe) du 7 août 2015, cette intercommunalité a été supprimée et ses communes intégrées dans les intercommunalités voisines.
C'est ainsi que Pommeréval est membre depuis le 1er janvier 2017 de la communauté Bray-Eawy.

### Liste des maires
| Période                                  | Période                   | Identité                  | Étiquette | Qualité                                                    |
| ---------------------------------------- | ------------------------- | ------------------------- | --------- | ---------------------------------------------------------- |
| Les données manquantes sont à compléter. |                           |                           |           |                                                            |
| 1902                                     | 1903                      | M. Godouët                |           |                                                            |
| Les données manquantes sont à compléter. |                           |                           |           |                                                            |
| 1965                                     | mars 2008                 | Roland Quemin             |           | Artisan boucher Meilleur ouvrier de France                 |
| mars 2008                                | En cours (au 6 mars 2020) | Sophie de Paulis Tourneur |           | rédactrice territoriale Réélue pour le mandat 202020-2026, |

## Démographie
L'évolution du nombre d'habitants est connue à travers les recensements de la population effectués dans la commune depuis 1793. Pour les communes de moins de 10 000 habitants, une enquête de recensement portant sur toute la population est réalisée tous les cinq ans, les populations de référence des années intermédiaires étant quant à elles estimées par interpolation ou extrapolation. Pour la commune, le premier recensement exhaustif entrant dans le cadre du nouveau dispositif a été réalisé en 2004.

En 2022, la commune comptait 513 habitants, en évolution de +14 % par rapport à 2016 (Seine-Maritime : +0,35 %, France hors Mayotte : +2,11 %).
| 1793 | 1800 | 1806 | 1821 | 1831 | 1836 | 1841 | 1846 | 1851 |
| ---- | ---- | ---- | ---- | ---- | ---- | ---- | ---- | ---- |
| 217  | 641  | 367  | 576  | 617  | 604  | 579  | 547  | 546  |

| 1856 | 1861 | 1866 | 1872 | 1876 | 1881 | 1886 | 1891 | 1896 |
| ---- | ---- | ---- | ---- | ---- | ---- | ---- | ---- | ---- |
| 481  | 520  | 539  | 500  | 512  | 489  | 446  | 429  | 412  |

| 1901 | 1906 | 1911 | 1921 | 1926 | 1931 | 1936 | 1946 | 1954 |
| ---- | ---- | ---- | ---- | ---- | ---- | ---- | ---- | ---- |
| 403  | 379  | 355  | 306  | 321  | 314  | 294  | 341  | 347  |

| 1962 | 1968 | 1975 | 1982 | 1990 | 1999 | 2004 | 2006 | 2009 |
| ---- | ---- | ---- | ---- | ---- | ---- | ---- | ---- | ---- |
| 323  | 271  | 224  | 243  | 288  | 289  | 332  | 347  | 390  |

| 2014 | 2019 | 2022 | - | - | - | - | - | - |
| ---- | ---- | ---- | - | - | - | - | - | - |
| 432  | 488  | 513  | - | - | - | - | - | - |

## Culture locale et patrimoine

### Lieux et monuments
La commune compte un monument historique : l'église Saint-Nicolas, édifiée au XVIe siècle, inscrite par arrêté du 26 mai 2008.

### Personnalités liées à la commune
http://herve.laine-bucaille.pagesperso-orange.fr/noblesse/B/bourgoise_5073.htm
Plusieurs de ses descendants furent également verdiers de la forêt d'Eawy. Leur manoir, devenu habitation privée, est situé à côté de l'église.